# レイ・オール・ユア・ラヴ・オン・ミー
「レイ・オール・ユア・ラヴ・オン・ミー」(Lay All Your Love on Me)は、スウェーデンの音楽グループ、ABBAの楽曲。7枚目のスタジオ・アルバム「スーパー・トゥルーパー」に収録されている。元々シングルとしての発売は予定されていなかったが、リミックスされたヴァージョンがナイトクラブで有名になったことで、アルバムからの最終シングルとしてリリースされた。

## 解説
イギリスでは7位を記録し、その当時の12インチレコード最高売り上げを記録した。アメリカではビルボードのホット・ダンス・クラブ・プレイチャートで1位を記録した。
2006年、スラント・マガジンは「史上最も素晴らしいダンス・ソング」の中に本曲を選んだ。2024年、スウェーデンの国営放送ラジオ局は「世界で最も素晴らしい300曲」の中に本曲を選曲した。

## ミュージック・ビデオ
ABBAは本曲のミュージック・ビデオを撮影することはなく、エピック・レコードは過去のミュージック・ビデオを再構成してビデオを作成した。しかしエピックのマネージャー達の判断によってTVなどでビデオが放映されることはなかったが、後に「アバ・ゴールド」のVHS版に収録された。

## チャート
| チャート (1981)                     | 最高 順位 |
| ----------------------------------- | --------- |
| ベルギー (Ultratop 50 Flanders)     | 13        |
| アイルランド (IRMA)                 | 8         |
| スウェーデン (Sverigetopplistan)    | 68        |
| UK シングルス (OCC)                 | 7         |
| US Dance Club Songs (Billboard)     | 1         |
| 西ドイツ (GfK Entertainment charts) | 26        |

| チャート (2025年)     | 最高 順位 |
| --------------------- | --------- |
| オランダ (Single Tip) | 10        |